# Castello di Tong
Il castello di Tong sorgeva presso l'omonimo villaggio dello Shropshire. Costruito nel medioevo, venne demolito e ricostruito nel XVIII secolo secondo lo stile neogotico, per poi essere definitivamente demolito nel 1954 per permettere la costruzione dell'Autostrada 54.

## Storia
Il castello di Tong è riportato come esistente già nel medioevo, anche se non si hanno informazioni sull'esatto periodo di costruzione. È menzionato tra le proprietà di Ruggero II di Montgomery alla fine dell'XI secolo, per poi passare alla famiglia Belmais e poi ai de la Zouche col matrimonio tra Adeline de Belmais e Alan la Zouche (seconda metà del XII secolo). Alla fine del XIV secolo era di proprietà di sir Fulk Pembrugge, che lo fece ampliare e maggiormente fortificare dopo aver ottenuto una licenza reale da Riccardo II d'Inghilterra. Nel 1409 la sua vedova Isabel Lingen ottenne una licenza reale da Enrico IV d'Inghilterra per la costruzione di una chiesa privata annessa al castello. La proprietà era circondata da un grande parco almeno fin dal XIII secolo.

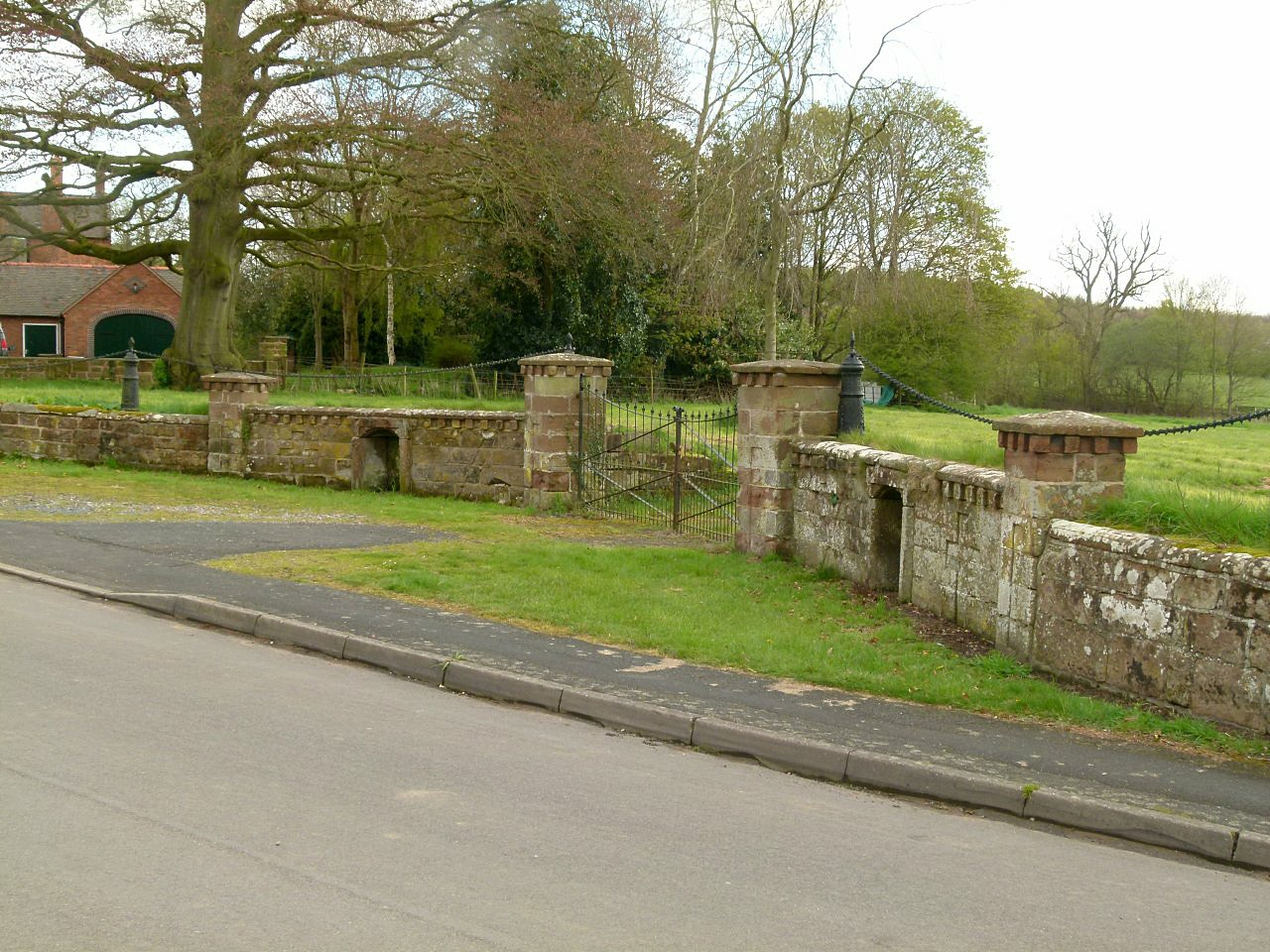
Il cancello della proprietà di Tong, uno dei pochi resti esistenti del castello

Durante la guerra civile inglese rimase in mano dei lealisti di Carlo I d'Inghilterra, difeso da William Careless e poi da George Mainwaring. Durante il XVIII secolo Tong era di proprietà del duca di Kingston-upon-Hull, che aveva discordie periodiche col vicino conte di Bradford. Nel 1756 nacque nel castello Maria Fitzherbert, futura moglie morganatica di re Giorgio IV del Regno Unito. Nel 1764 l'edificio venne venduto a George Durant, che commissionò all'architetto Lancelot Brown la costruzione di un nuovo castello secondo l'architettura neogotica, allora in voga. L'edificio medievale venne quindi demolito nel 1765 e rimpiazzato dalla nuova costruzione settecentesca. Oltre al castello, Brown realizzò altri edifici minori nei dintorni di Tong, sempre seguendo lo stile neogotico, protraendo i lavori fino agli anni 1780.
Alla morte di George Durant II nel 1854, il castello venne acquistato dal vicino e rivale conte di Bradford, che ne erose la proprietà per espandere le proprie tenute e lo diede in affitto fino al 1909 alla famiglia Hartley (il campione di Wimbledon John Hartley vi nacque). Infine Gerald Bridgeman, VI conte di Bradford, non più interessato a mantenere il castello, concesse che venisse demolito per permettere la costruzione dell'Autostrada 54. L'edificio fu quindi distrutto nel 1954 a colpi di dinamite, e da allora le poche rovine rimaste giacciono nei pressi dell'autostrada.